# Jan Rannerud
Jan Christer Rannerud, född 16 december 1954 i Malå församling, Västerbottens län, är en svensk samisk politiker.

## Biografi
Jan Rannerud föddes 1954 i Malå församling. Han är sedan 2013 ledamot i Sametinget för Vuovdega samt ordförande i Rennäringsnämnden.